# Conjunto Urbano la Esmeralda
Conjunto Urbano la Esmeralda, eller bara La Esmeralda, är en ort i Mexiko, tillhörande kommunen Zumpango i delstaten Mexiko. Conjunto Urbano la Esmeralda ligger i den centrala delen av landet och tillhör Mexico Citys storstadsområde. Orten hade 316 invånare vid folkräkningen 2010.